# Dora Pejačević
Dora Pejačević (croat: Dora)  (Budapest, 10 de setembre de 1885 - Múnic, 5 de març de 1923) fou una compositora croata, membre de la família noble Pejačević. Va ser una de les compositores que va introduir la cançó orquestral a la musica croata.
Dora va néixer a Budapest, filla del ban croat i hongarès Teodor Pejačević i la comtessa Lilla Vay d'Vaja, ella mateixa una gran pianista (la seva mare li va donar les seves primeres classes de piano). Per part de pare provenia de l'antiga família noble croata Pejačević, una de les famílies nobles més distingits de Eslavònia, a la regió oriental de Croàcia.
Dora va començar a compondre quan tenia dotze anys. Va estudiar música en privat a Zagreb, Dresden i Múnic i va rebre classes a la instrumentació (de Dragutin Kaiser i Walter Courvoisier), composició (de Percy Sherwood) i violí (d'Henri Petri a Múnic). A pesar d'això, va ser en gran part autodidacta. Es va casar amb Ottomar von Lumbe el 1921. Encara que Pejačević va portar una vida solitària, va conèixer molts músics i escriptors prominents, i es va fer amiga del periodista i escriptor austríac Karl Kraus i de l'aristòcrata txeca i patrona de les arts Sidonie Nádherná. Dora va morir a Múnic el 1923, a conseqüència de complicacions després d'un part difícil (del seu fill Theo), i està enterrada al cementiri de Našice a Croàcia.
Dora Pejačević s'ha de considerar com una compositora croata molt important. Va conformar un catàleg considerable de 58 opus (106 composicions), sobretot en l'estil romàntic tardà, incloent-hi cançons, obres per a piano, música de cambra, i diverses composicions per a gran oqrquestra. La seva Simfonia en fa sostingut menor és considerada pels estudiosos, la primera simfonia moderna de la música croata. La major part de la seva música encara no ha estat publicada i llançada en disc compacte, malgrat els esforços que s'han fet per rectificar aquesta situació. Per exemple, el Centre Croata d'Informació de música ha publicat alguns obres seues, incloent-hi tres obres orquestrals (concert de piano, simfonia i Phantasie concertante). El 2008, el Centre també va publicar una monografia bilingüe (en anglès i croat), escrita per l'erudit Pejačević Koraljka Kos, acompanyada d'un primer CD de piano i música de cambra.
L'any 1993 van fer un pel·lícula de la seva vida, La comtessa Dora, dirigida per Zvonimir Berkovic i protagonitzada per Alma Prica i Rade Serbedzija. [2]

## Llista de composicions
Com a lieder: 
- Ein Lied, op. 11, (text: Paul Wilhelm), (1900)
- Warum?, op. 13, (text: Dora Pejačević), (1901)
- Ave Maria, op. 16, for voice, violin and organ, (1903)
- Sieben Lieder, op. 23, (text: Wilhelmine Wickenburg-Almásy), (1907), (dedicated to Eva van Osten, Melanie Páiffy-Almásy, Julia Culp)

1. Sicheres Merkmal
2. Es hat gleich einem Diebe
3. Taut erst Blauveilchen
4. Es jagen sich Mond und Sonne
5. Du bist der helle Frühlingsmorgen
6. In den Blättern wühlt
7. Es war einmal

- Zwei Lieder, op. 27, (Text: Wilhelmine Wickenburg-Almásy; Ernst Strauss), (1909)

1. Ich schleiche meine Straßen
2. Verweht

- Vier Lieder, op. 30, (text: Anna Ritter), (1911), (dedicated to Marianne Konradsheim)

1. Ein Schrei
2. Wie ein Rausch
3. Ich glaub', lieber Schatz
4. Traumglück

- Verwandlung for voice, violin and organ, op. 37a, (text: Karl Kraus), (1915), (dedicated to Sidonie Nádherny von Borutin) [1]
- Mädchengestalten, op. 42, (text: Rainer Maria Rilke), (1916)

1. Als du mich einst gefunden hast
2. Viel Fähren sind auf den Flüssen
3. Ich bin eine Waise
4. Ich war ein Kind und träumte viel

- An eine Falte, op. 46, (text: Karl Kraus), (1918), (dedicated to Sidonie Nádherny von Borutin)
- Drei Gesänge, op. 53, (text: Friedrich Nietzsche), (1919 - 1920)

1. Venedig
2. Vereinsamt
3. Der Einsamste

- Zwei Lieder, op. 55, (Text: Karl Henckell; Ricarda Huch), (1920), (dedicated to Rosa Lumbe-Mladota and Juza Lumbe)

1. Zu dir!
2. Um bei dir zu sein

- Tri dječje pjesme (Three children's songs) op. 56, (text: Zmaj Jovan Jovanović), (1921)

1. Majčica, moj anđeo (Mommy, my angel)
2. Dijete i baka (Child and grandmother)
3. Mali Radojica (Little Radojica)

Amb acompanyament orquestral:
- Verwandlung, op. 37b, (text: Karl Kraus), (1915)
- Liebeslied, op. 39, (text: Rainer Maria Rilke) (1915)
- Zwei Schmetterlingslieder, op. 52, (text: Karl Henckell), (1920)

1. Goldne Sterne, blaue Glöckchen
2. Schwebe, du Schmetterling

Composicions a piano sol:
- Berceuse, op. 2, (1897)
- Gondellied, op. 4, (In Erinnerung an die gemütlichen Tage in Našice von Dora, Našice, 25-VII-1898)
- Chanson sans paroles, op. 5, (1898)
- Papillon, op. 6, (1898)
- Menuette, op. 7, (1898)
- Impromptu, op. 9a, (1899)
- Chanson sans paroles, op. 10, (1900), (dedicated to baroness Else Szentkereszty)
- Albumblatt, op. 12, (1901), (lost)
- Trauermarsch, op. 14, (1902)
- Sechs Phantasiestücke, op. 17, (1903)

1. Sehnsucht
2. Leid
3. Frage
4. Klage
5. Bitte
6. Wahn (2 versions: A and B)

- Blumenleben - acht Klavierstücke nach der Blütenzeit im Jahresablauf komponiert, op. 19, (1904 -1905)

1. Schneeglöckchen
2. Veilchen
3. Maiglöckchen
4. Vergißmeinnicht
5. Rose
6. Rote Nelken
7. Lilien
8. Chrysanthemen

- Berceuse, op. 20, (1906), (dedicated to her nephew count Nikola Pejačević)
- Valse de concert, op. 21, (1906)
- Erinnerung, op. 24, (1908), (dedicated to Marie Therese Schall-Riaucour)
- Walzer-Capricen, op. 28, (1910), (dedicated to her professor Percy Sherwood)

1. moderato
2. grazioso
3. im Lëndler-tempo
4. wiegend
5. lento
6. tempo giusto
7. allegretto
8. grazioso, allegramente
9. moderato

- Vier Klavierstücke, op. 32a, (1912), (dedicated to pianist Alice Ripper, who premiered them in Stockholm in 1917)

1. (lost)
2. Libelle
3. Papillon
4. Abendgedanke

- Impromptu, op. 32b, (1912), (dedicated to pianist Alice Ripper)
- Sonata in B minor, op. 36, (1914), (dedicated to Anny von Lange)

1. Con fuoco non troppo allegro
2. Andante con molta espressione
3. Allegro risoluto

- Zwei Intermezzi, op. 38, (1915), (dedicated to Olga Schulz-Granitz)

1. Ruhig und innig
2. Langsam und ausdrucksvoll

- Zwei Klavierskizzen, op. 44, (1918), (dedicated to Anny von Lange)

1. An dich!
2. Vor deinem Bild

- Blütenwirbel, op. 45, (1918), (2 versions: A and B), (dedicated to Sidonie Nádherny von Borutin)
- Capriccio, op. 47, (1919), (dedicated to pianist Alice Ripper)
- Zwei Nocturnos, op. 50, (1918; 1920)

1. Sehr ruhig, mit innigem Ausdruck, (Janowitz 20. – 21. Juli 1918. Dedicated to pianist Alice Ripper)
2. Leicht bewegt und ferträumt

- Humoreske und Caprice, op. 54, (1920)

1. Humoreske, allegretto vivo
2. Caprice, vivace grazioso

- Sonata in A flat major, op. 57 (in one movement), (1921)

Composicions de cambra:
- Rêverie for violin and piano, op. 3, (1897.)
- Canzonetta in D major, for violin and piano, op. 8, (1899.), (Pejačević's first printed composition. Dedicated to Stefi Geyer)
- Impromptu op. 9b for piano quartet,(1903), (Bearbeitung von Op.9a)
- Trio in D major, op. 15 for violin, violoncello and piano, (1902)
- Menuett in A major, for violin and piano, op. 18, (1904), (dedicated to Jaroslav Kocian)
- Romanze in F major, for violin and piano, op. 22, (1907)
- Quartet in D minor, op. 25 for violin, viola, violoncello and piano, (1908)
- Sonata in D major, op. 26 'Frühlings-Sonate' for violin and piano, (1909)
- Trio in C major, op. 29 for violin, violoncello and piano, (1910)
- String Quartet in F major, op. 31, (1911), (lost)
- Elegie in E flat, major for violin and piano, op. 34, (1913), (dedicated to Johannes Nádherny-Borutin)
- Sonata in E minor, op. 35 for violoncello and piano, (1913), (dedicated to Olga and Ernst Schulz)
- Piano Quintet op. 40 in B minor for 2 violins, viola, violoncello and piano, (1915 - 1918)
- Sonata in B minor, op. 43 'Slawische Sonate' for violin and piano, (1917), (dedicated to violinist Zlatko Baloković)
- Méditation for violin and piano, op. 51, (1919), (dedicated to Viteszlav Novák)
- String Quartet in C major, op. 58, (1922)

Composicions orquestrals:
- Piano Concerto in G minor, op. 33, (1913)
- Symphony in F-sharp minor for large orchestra, op. 41, (1916 - 1917. Rev. 1920), (dedicated to her mother baroness Lilla Vay de Vaya)
- Phantasie concertante in D minor for piano and orchestra, op. 48, (1919), (dedicated to pianist Alice Ripper)
- Ouverture in D minor for large orchestra, op. 49, (1919)

Songs for voice and orchestra (1915 – 1920):
- Verwandlung for voice, violin and orchestra, op.37b, (text: Karl Kraus)
- Liebeslied, op.39, (text: Rainer Maria Rilke), (dedicated to her sister Gabrielle Kochanovsky)
- Gold'ne Sterne, blaue Glöckchen (Zwei Schmetterlingslieder, op.52 No.1), (text: Karl Henckell)
- Schwebe du Schmetterling, schwebe vorbei (Zwei Schmetterlingslieder, op.52 No.2), (text: Karl Henckell)

## Gravacions en vídeos públics
Obres completes per a piano:
Primera gravació de les obres de Pejačević per a piano, del pianista Yoko Nishii amb ajuda de PTNA (Piano Teachers 'Associació Nacional del Japó). Els vídeos següents són públics:
- Sonata in A flat major, Op.57
- Sonata in B flat minor, Op.36

1. Con fuoco non troppo allegro
2. Andante con molta espressione
3. Allegro risoluto

- Sechs Phantasiestücke, Op.17

1. Sehunsucht
2. Leid
3. Frage
4. Klage
5. Bitte
6. Wahn

- Blumenleben, Op.19

1. Schneeglöckchen
2. Veilchen
3. Maiglöckchen
4. Vergißmeinnicht
5. Rose
6. Rote Nelken
7. Lilien
8. Chrysanthemen

- Impromptu, Op.32
- Impromptu, Op.9
- Menuette, Op.7
- Valse de Concert, Op.21
- Zwei Nocturnos, Op.50

1. Sehr ruhig, mit innigem Ausdruck
2. Leicht bewegt und ferträumt

- Chanson sans paroles, Op.5
- Chanson sans paroles, Op.10
- Capriccio, op.47
- Gondellied, Op.4
- Berceuse, op.2
- Berceuse, Op.20
- Trauermarsch, Op.14
- Zwei Intermezzi, Op.38

1. I. Ruhig und innig
2. II. Langsam und ausdrucksvoll

- Walzer-Capricen, op.28

1. moderato
2. grazioso
3. im Lëndler-tempo
4. wiegend
5. lento
6. tempo giusto
7. allegretto
8. grazioso, allegramente
9. moderato

- Vier Klavierstücke, op.32a

1. (lost)
2. Libelle
3. Papillon
4. Abendgedanke

- Zwei Klavierskizzen, op.44

1. An dich!
2. Vor deinem Bild

- Blütenwirbel, op.45
- Humoreske und Caprice, op. 54

1. Humoreske, allegretto vivo
2. Caprice, vivace grazioso

- Papillon, Op.6
- Erinnerung, Op.24

## Gravacions en CD
- Symphony in F-sharp minor, op. 41; Phantasie Concertante in D minor, op. 48 for Piano & Orchestra (CPO CD#777-418-2)
- Piano Trio, op.29; Cello Sonata, op. 35 (Oliver Triendl, Andrej Bielow, Christian Poltera. CPO 777-419-2)
- Piano Quintet, op.40; Piano Quartet, op.25; String Quartet, op.58; Impromptu, op. 9(Oliver Triendl, Quatuor Sine Nomine. CPO 777-421-2) [2 CDs]
- String Quartet in C major, op.58 together with String Sextet by Papandopulo (CD #5558910)
- Violin Sonata No.1 in D major, op. 26 together with works by Kunc, Boris Papandopulo and J. Š. Slavenski (CD #5872221)
- Lieder ein Lied, op. 11; Warum, op. 13; 7 Lieder, op. 23; 2 Lieder, op. 27; 4 Lieder, op. 30; Verwandlung, op. 37; Liebeslied, op. 39; Mädchengestalten, op. 42; An eine Falte, op. 46; 2 Schmetterlingslieder, op. 52; 3 Gesänge, op. 53; 2 Lieder, op. 55 (Ingeborg Danz, Cord Garben. CPO 2012)
- Piano Music: 6 Fantasy Pieces; The Life of Flowers; Caprice Waltzes, op. 28; 2 Piano Sketches; Capriccio, op. 47; 2 Nocturnes; Piano Sonata No. 2 (Ekaterina Livintseva, Piano Classics PCL10226, EAN 5029365102261, octubre 2021)